# Cirurgia Sham
Cirurgia Sham (cirurgia placebo) é uma intervenção cirúrgica falsa, a qual omite o passo terapêutico necessário.
Em ensaios clínicos de intervenção cirúrgica, a cirurgia Sham é um importante controle científico. Isto ocorre porque se isola efeitos do tratamento considerados acessórios, como os da anestesia, o trauma da incisão, cuidados pré- e pós-operatórios e a percepção do paciente de ter passado por uma operação. Assim a cirurgia Sham possui um efeito análogo à de drogas placebo, neutralizando resultados como os do efeito placebo.e designado por cirúrgia

## Grupo de operação Sham
O grupo de operação Sham é um grupo controle em um experimento laboratorial. É o controle de estudos científicos envolvendo procedimentos cirúrgicos, assegurando que a informação científica reflete os efeitos do experimento em si e não uma consequência da cirurgia. O grupo controle Sham recebe exatamente os mesmos procedimentos cirúrgicos do grupo experimental, com exceção do tratamento que está sendo estudado.